# Interstate 86 (west)
I-86 eller Interstate 86 (ej att förväxla med I-86 (E)) är en amerikansk väg, Interstate Highway, i Idaho.